# ミメーシス (アウエルバッハ)
『ミメーシス』（ドイツ語: Mimesis. Dargestellte Wirklichkeit in der abendländischen Literatur）は、エーリヒ・アウエルバッハによって1946年に発表された書籍。

## 概要
文芸的描写を模倣（ミメーシス）による現実の解釈と定義し、ヨーロッパ文芸における描写の移り変わりを研究した。題材とした文献の範囲は3000年近くにわたり、文学史のみならずヨーロッパの人間観の変化を描いた内容となっている。アウエルバッハがこの主題に関心をもったきっかけとして、プラトンの『国家』におけるミメーシスの議論、およびダンテによる喜劇についての主張をあげている。
本書の大半は、著者がナチスの迫害によってイスタンブールへ逃れ、トルコ国立大学（のちイスタンブール大学）の教授だった時代に執筆されている。第二次世界大戦中に書かれたため、この著作が、ヨーロッパの歴史に愛情を持つ人々を再び結ぶよすがとなることを願う一文もある。ドイツ語版は、1946年にスイスのベルンで出版され、1949年にスペイン語訳が出版された際、セルバンテスについての章（第14章）が追加された。1953年に英訳が完成し、アウエルバッハの名声は確立することとなった。

## 内容

### 方法論
アウエルバッハは、主に3つの観念にもとづいて分析を行なった。
1. 19世紀フランスのリアリズムが、古典古代から続いてきた文芸的描写の様式水準の高低の常識から訣別した。
2. 16-17世紀において、ロマン主義者とリアリストを隔てる壁が築かれた。この壁は、古典古代文芸の厳格な模倣を目指す人々によって築かれた。
3. 古典古代末期や中世のキリスト教的な作品の現実感は、近代のリアリズムとは全く異質である。これを比喩形象的と呼ぶ。

### 各章の内容
第1章 オデュッセウスの傷痕
古代の叙事詩文体として、ホメーロスの『オデュッセイア』と旧約聖書のイサクの燔祭の2つをあげて比較し、対照的な世界観を述べる。ホメーロスの文では均一な照明、自由な発言、奥行きや発展のなさ、一義性などが見られ、旧約聖書は、光と影の対照、断続性、暗示や背景などを特徴とする。また、聖書は世界の歴史を全て神に結びつける必要があったため、のちにパウロと教父たちは旧約聖書の内容を、イエス・キリスト降臨を予告する比喩形象として解釈しなおしたとする。
第2章 フォルトゥナタ
ローマ帝国の著作家として、ペトロニウスの『サチュリコン』におけるトリマルキオの饗宴と、タキトゥスの『年代記』の荘重体文体を取り上げ、近代のリアリズムの表現方法に近いと指摘する。同時に彼らのリアリズムの限界として鳥瞰的な描写を指摘し、ペトロニウスやタキトゥスが意識しなかった社会的地位の低い人々が、新約聖書では描かれているとした。例としてペテロの否認の逸話が引かれている。
第3章 ペトルス・ウァルウォレメスの逮捕
ローマ帝国後期から崩壊期にあたるアンミアヌス・マルケリヌスやヒエロニムスなどの文体を取り上げ、彼らがタキトゥスよりもさらに鳥瞰的で硬直していると論じる。その一方で、アウグスティヌスの文章は、古典的美文体と装飾法を用いつつも内心の葛藤を描いた優れた内容であるとした。
第4章 シカリウスとクラムネシンドゥス
ローマ帝国崩壊後の司教であるトゥールのグレゴリウスの著書『フランク人の歴史』を読み、文語ラテン語の衰退を指摘する。同時に、セネカやアンミアヌス、ヒエロニムスらに見られた古代末期の陰鬱さや重苦しさがない点を指摘する。
第5章 ロランがフランク勢の殿軍に推挙された次第
武勲詩の『ロランの歌』や聖人伝『アレクシウスの歌』(Chanson d'Alexis) を通して、荘重体の表現の誕生、ラテン語から民衆の言葉への移り変わり、鳥瞰的ではなく個々の事件で人間が活動する描写をみる。
第6章 宮廷騎士の出立
クレティアン・ド・トロワの『イーヴァン』をはじめ、世界の具体的現実から離れて展開された騎士道物語やミンネ、宮廷叙事詩について述べる。
第7章 アダムとエヴァ
中世プロヴァンスの文芸からアダム劇を選び、イタリア文芸からヤコポーネ・ダ・トーディの受難詩を選んで読む。その2つに民衆の日常的な視点が出てきている点に注目する。また、イタリアの表現の自由さの一端として、アッシジのフランチェスコの伝承や書簡にもふれる。
第8章 ファリナータとカヴァルカンテ
ダンテが『神曲』で書いた様式混交の文体は、当時のヨーロッパの地方語としては奇蹟的なほどに豊かであり、彼が当時のイタリア語の構文の枠を越えられたのは、ウェルギリウスを通して得た叙事詩の文体が助けだったと論じる。また、ダンテは比喩形象によって地上の出来事を彼岸へつなぎ、普遍的なキリスト教の世界観を形作ったとした。重要な登場人物であるウェルギリウス、ウティカのカトー、ベアトリーチェについて、地上の彼らの姿は彼岸での姿の比喩形象だとした。
第9章 修道士アルベルト
ボッカッチョの『デカメロン』の客観性が、イタリアでの散文芸術の発生だとする。また古典古代以来初めて、現在進行の事件を描いた文体が教養のある階級を楽しませるようになったとも指摘している。
第10章 シャステルの奥方
騎士アントワーヌ・ド・ラ・サールの著書『マダム・フレーヌのなぐさめ』や、『結婚十五の歓び』を読み、イタリアの影響が及ぶ前のブルゴーニュのリアリズムをみる。
第11章 パンタグリュエルの口中の世界
ラブレーが『ガルガンチュワとパンタグリュエル』で描いた中世的世界の素材の再解釈を主題とする。彼の文章は本来の意図と機能を変更しているので反キリスト教的に見えるが、そうではなく、要諦は見方、感じ方、考え方が自由になった部分にあるとする。中世的リアリズムに対してラブレーは生物的リアリズムを扱っており、彼は中世の規範ではなくソクラテスを規範とした。
第12章 人間の本性
モンテーニュの『エセー』を論じ、彼が初めて人間の生活、自分の生活を近代的な意味で問題にした人物であるとした。アウエルバッハは「人間の自己定位」という表現を用いる。
第13章 疲れた王子
シェイクスピアの諸作品から、崇高さと低俗さの混合、悲劇と喜劇の混合という特色に注目する。キリスト教の観照の枠がゆるみはじめた16世紀に、古典古代とは異なる形で悲劇と喜劇が演じられるようになったとする。
第14章 魅せられたドゥルシネーア
セルバンテスの『ドン・キホーテ』について、ヨーロッパにおいて、日常の現実をもっとも多層的に、無批判的に、無問題的に描いた作品だと評価した。狂気を前にした現実を描くという着想が、それを可能にしたとする。
第15章 偽信者
ラ・ブリュイエール、モリエール、ラシーヌなどの作品を通して、16世紀のフランス古典主義の文体が及ぼした影響力をみる。特に悲劇においては、悲劇的なものと現実的なものが徹底的に分離されたため、悲劇が日常の現実と接近することをさえぎった。この現象を、アウエルバッハは科学実験における単離処置にたとえた。
第16章 中断された晩餐
アベ・プレヴォの『マノン・レスコー』と、ヴォルテールの『カンディード』の文体から、18世紀以降のリアリズムと真面目さの接近を説く。さらにリアリズムと真面目さが融合した文芸として回想録や日記をあげ、最も重要な作家として、あらゆる出来事を文章の材料としたサン＝シモンに注目した。
第17章 楽師ミラー
18-19世紀ドイツの文芸に目を向け、シュトゥルム・ウント・ドラングを、市民的リアリズム、理想・政治、人権思想が初めて結合した時代だと論じる。ゲーテやシラーの作品をあげつつも、それらは同時代を扱うリアリズムとはならなかったと結論づけた。
第18章 ラ・モール邸
近代リアリズムの2つの特徴として、1つは地方小市民の現実、もう1つは日常茶飯事が歴史上の一時期にはめこまれていることをあげる。該当する作家として、近代リアリズムの創始者とも呼べるスタンダール、一連の『人間喜劇』を書いたバルザック、公正無私、非人称、即物的なリアリズムの『ボヴァリー夫人』を書いたフローベールを選んでいる。
第19章 ジェルミニイ・ラセルトゥー
小説『ジェルミニイ・ラセルトゥー』で下層社会の人々を描くことを主張したゴンクール兄弟の姿勢に、実験生物学的な思考を見る。ゴンクール兄弟は近代リアリズムを推進し、病的な美的経験の発見者でもあったため、娯楽作を求める当時の読者層を攻撃したと論じる。その影響を受けた文学作品にゾラ「ルーゴン・マッカール叢書」の一つ『ジェルミナール』を論じ、またドストエフスキーに代表される19世紀ロシア・リアリズムの強烈な経験を重ねる。
第20章 茶色の靴下
ヴァージニア・ウルフの『燈台へ』の一節にある体験話法と内的独白を引き、現代のリアリズムの特徴として、多人数の意識の描写、外的な時間と内的な時間の対照的な長さ、語り手の視点の移動を列挙する。そして意識と時間の重層性を描いた作品として、プルーストの『失われた時を求めて』、ジェイムズ・ジョイスの『ユリシーズ』も論じた。また、この種の作品は、些細な出来事を、筋の進行のためでなくそれ自体のために重んじる過程で生の深さが現われるとしている。

## 評価と影響
エドワード・サイードは、自著『オリエンタリズム』においてアウエルバッハと本書を肯定的に取り上げた。また『ミメーシス』の2003年版で序文を書き、アウエルバッハの研究をヴィーコの伝統を受け継いだものとして評価した。

## 書誌情報
独語版
- Mimesis. Dargestellte Wirklichkeit in der abendländischen Literatur, Francke, Bern 1946.

英語版
- Mimesis: The Representation of Reality in Western Literature, Fiftieth Anniversary Edition. Princeton UP, 2003. 
ウィラード・トラスクによる翻訳。エドワード・サイード序文

日本語訳
- 『ミメーシス　ヨーロッパ文学における現実描写』 篠田一士・川村二郎訳
筑摩書房〈筑摩叢書〉、1967-69年／ちくま学芸文庫、1994年、復刊2022年
各（上・下）、上巻は第1章から第10章、下巻は第11章から第20章